# Susanne Ghez
Susanne Ghez (geb. 1937 in North Attleborough, Massachusetts) ist eine US-amerikanische Kuratorin und Museumsleiterin.

## Leben und Werk
Susanne Ghez studierte Kunstgeschichte bei H. Chipp und H. W. Janson an der University of California, Berkeley und bei Meyer Schapiro an der Columbia University, New York. Abschlüsse machte sie an der New York School of Interior Design, New York und dem Bryant College of Business Administration in Smithfield (Rhode Island).
Von 1958 bis 1960 war sie als Assistentin bei Texas Instruments in Attleborough, Massachusetts tätig und half von 1960 bis 1962 beim Aufbau des europäischen Zentralbüros von Texas Instruments in Genf.
Die Position als stellvertretende Leiterin der Renaissance Society bekam Ghez 1973 und war anschließend von 1974 bis zu ihrer Pensionierung 2013 Direktorin und Chefkuratorin der Renaissance Society. Sie hat dort mehr als 160 Ausstellungen für zeitgenössische Künstler organisiert, darunter Louise Bourgeois, Felix Gonzalez-Torres, Eva Hesse, Martin Kippenberger, Robert Smithson, Judy Ledgerwood, Ed Paschke, Jeff Wall, Peter Fischli und David Weiss, Mike Kelley und Kara Walker.
Bei der documenta 11 wirkte Ghez als Co-Kuratorin mit. Für ihre Tätigkeit als Kuratorin erhielt Susanne Ghez zahlreiche Auszeichnungen, unter anderem 2013 die William Benton Medal der University of Chicago und 2015 den „Goldenen Löwen“ (Spezialpreis) der Biennale di Venezia.
Ihrer Tochter Andrea Ghez wurde 2020 für die Entdeckung des Schwarzen Lochs im Zentrum der Milchstraße zusammen mit Reinhard Genzel eine Hälfte des Nobelpreises für Physik zuerkannt.